# Томас, Гровенор
Джордж Гровенор Томас (англ. George Grosvenor Thomas; 1856, Сидней, Австралия — 1923, Лондон, Великобритания) — австралийский и британский художник-постимпрессионист, член шотландской группы живописцев Глазго Бойз.

## Жизнь и творчество
Джордж Гровенор Томас родился в 1856 году в Сиднее. В молодом возрасте он переезжает в Англию. Он начинает заниматься живописью, после того как посетил Глазго в 1885—1886 годах и познакомился с членами группы художников Глазго бойз, придерживающихся принципов французских реалистов барбизонской школы и постимпрессионистов. Томас пишет преимущественно пейзажи и натюрморты как акварелью, так и масляными красками. Заметное влияние на его творчество оказали работы Коро и Добиньи.
Гровенор Томас неоднократно выставляет свои работы в Королевской академии художеств, Королевской шотландской академии и Королевском шотландском обществе художников-акварелистов. Картины художника были удостоены золотых медалей на выставках в Мюнхене и Дрездене.
С 1892 года Гровенор Томас — член Королевского шотландского общества художников-акварелистов. Несмотря на то, что Томас проживал в Лондоне и много путешествовал, в художественных кругах он считается внешним членом группы Глазго бойз.
Джордж Гровенор Томас умер в Лондоне в 1923 году.

## Галерея

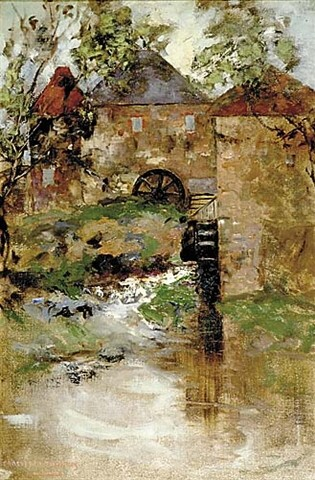
Водяная мельница
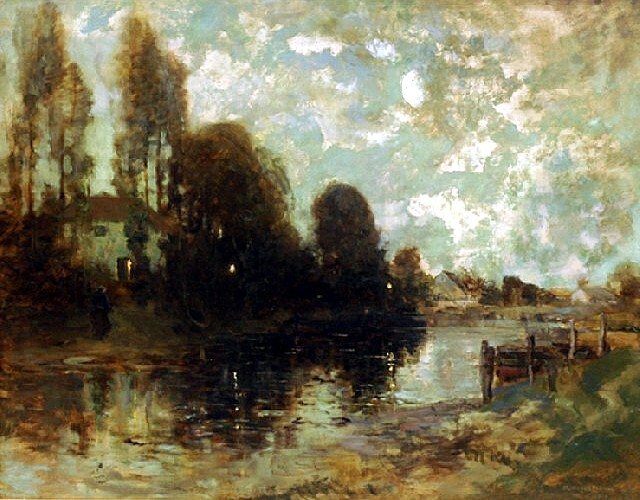
Французская деревня в лунном свете (1903)
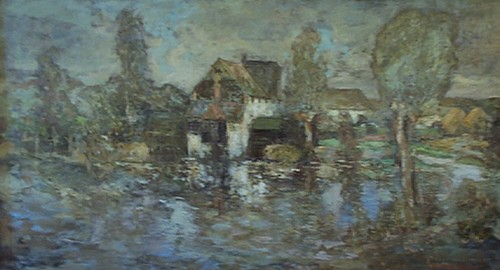
Море-су-Луан, близ Парижа (1905)
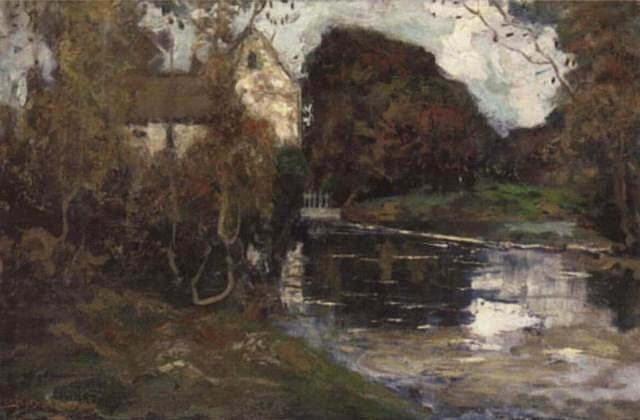
Мельничный пруд
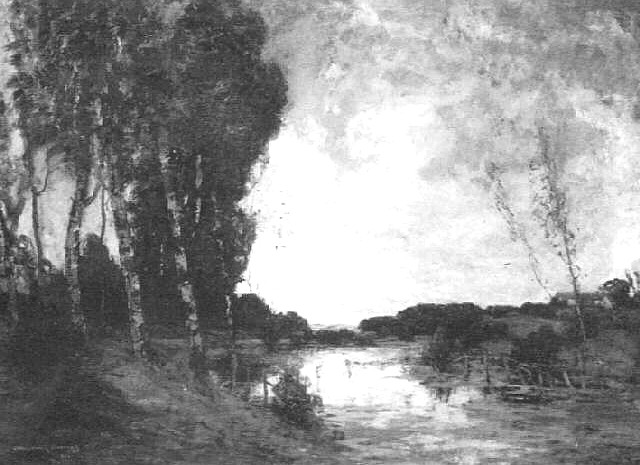
Серебряные берёзки (1911)